# پیوبجا
پیوبجا (به ایتالیایی: Piubega) یک کومونه در ایتالیا است که در استان منتووا واقع شده‌است. پیوبجا ۱۶٫۴ کیلومتر مربع مساحت و ۱٬۷۲۲ نفر جمعیت دارد.